# Sozialgericht Hildesheim

Außenansicht des Eingangsbereichs des Fachgerichtszentrums Hildesheim

Das Sozialgericht Hildesheim ist ein Gericht der Sozialgerichtsbarkeit. Es ist eines von acht Sozialgerichten in Niedersachsen und hat seinen Sitz in Hildesheim. Direktor des Gerichts ist seit dem 28. Dezember 2023 Sebastian Westermeyer. Das Gericht ist zuständig für die Landkreise Göttingen, Hildesheim, Holzminden und Northeim.

## Gerichtsgebäude
Das Gericht ist in einem Gebäude der ehemaligen Gallwitz-Kaserne in der Otto-Franzius-Straße 2 in Hildesheim untergebracht.

## Übergeordnete Gerichte
Dem Sozialgericht Hildesheim ist das Landessozialgericht Niedersachsen-Bremen mit Sitz in Celle übergeordnet. Dieses ist dem Bundessozialgericht in Kassel untergeordnet.